# Chloridolum lameyi
Chloridolum lameyi là một loài bọ cánh cứng trong họ Cerambycidae.